# Krótkie spięcie

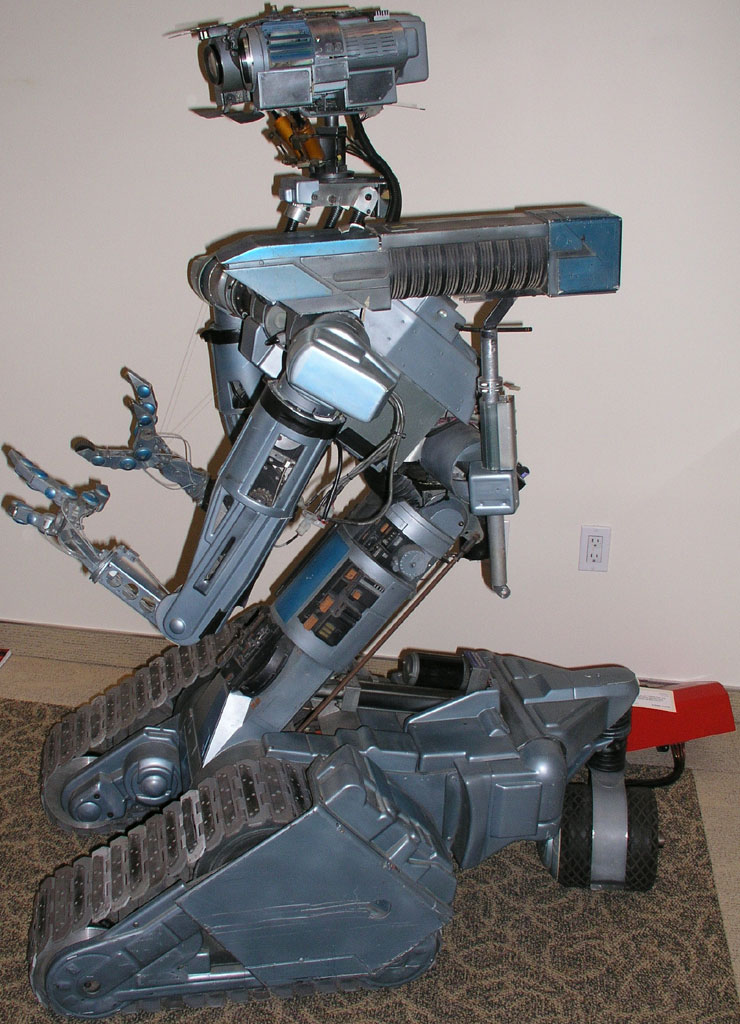
Oryginalny robot Johnny 5

Krótkie spięcie (ang. Short Circuit) – amerykańska komedia science fiction z 1986 roku w reżyserii Johna Badhama z Ally Sheedy i Steve’em Guttenbergiem w rolach głównych. Zdjęcia kręcono w stanie Oregon (Astoria, Portland). W 1988 roku nakręcono sequel pt. Krótkie spięcie 2.

## Fabuła
Trwają prace nad wykorzystaniem robotów do celów militarnych. W czasie pokazu prototypów, zrywa się burza, a jedna z maszyn zostaje uderzona piorunem. Pod wpływem uderzenia robot  zyskuje świadomość i ucieka. Wojskowe służby specjalne rozpoczynają pościg za zbiegiem, który znajduje schronienie w domu Stephanie, biorącej go początkowo za kosmitę.

## Obsada
- Ally Sheedy jako Stephanie Speck
- Steve Guttenberg jako Doktor Newton Crosby
- Fisher Stevens jako Ben Jabituya
- Austin Pendleton jako dr Howard Marner
- G.W. Bailey jako kapitan Skroeder
- Brian McNamara jako Frank
- Tim Blaney jako Number 5 (głos)
- Marvin J. McIntyre jako Duke
- John Garber jako Otis
- Penny Santon jako pani Cepeda
- Vernon Weddle jako generał Washburne
- Barbara Tarbuck jako Senator Mills
- Fred Slyter jako Norman
- Billy Ray Sharkey jako Zack
- John Badham jako Operator kamery
- Robert Krantz jako Reporter
- Jan Speck jako Reporter
- Marquerite Happy jako Barmaid
- Howard Krick jako Farmer
- Marjorie Card Hughes jako żona Farmera
- Herb Smith jako Strażnik
- Jack Thompson jako Gość na przyjęciu
- William Striglos jako Gość na przyjęciu
- Mary Reckley jako Gość na przyjęciu
- Lisa McLean jako Gość na przyjęciu
- Eleanor C. Heutschy jako Gość na przyjęciu

## Nagrody i nominacje
Nagrody Saturn 1986
- Najlepszy film SF (nominacja)
- Najlepsza reżyseria – John Badham (nominacja)
- Najlepsze efekty specjalne – Eric Allard, Syd Mead (nominacja)